# Archivio di Stato di Potenza
L'Archivio di Stato di Potenza è l'ufficio periferico del Ministero per i beni e le attività culturali che a norma di legge conserva la documentazione storica prodotta dalle amministrazioni periferiche dello Stato nella provincia di Potenza e per deposito volontario, custodia temporanea, donazione o acquisto ogni altro archivio o raccolta documentaria di importanza storica. Si trova attualmente nel Rione Francioso.

## Storia
L’istituzione di un archivio di Stato in ciascuna provincia del Regno di Napoli fu sancita con il decreto n. 1524 del 22 ottobre 1812 e ribadita dalla successiva legge organica del 12 novembre 1818, n. 1379, ma a Potenza le problematiche urbanistiche della città resero assai lunga e tormentata la ricerca di una sede adeguata. Finalmente, il 21 novembre 1850 poté aver luogo l'inaugurazione dell'Archivio provinciale per la Basilicata.
Dal 1897 al 1929 l'archivio venne diretto da Antonino Tripepi, il quale, nonostante la carenza di personale, favorì lo sviluppo dell'Istituto con la pubblicazione della Rivista Storica Lucana, redatta da giovani docenti provenienti da paesi limitrofi. Per effetto del r. d. 22 settembre 1932, n. 1391, l'istituto fu denominato Archivio provinciale di Stato; divenne Sezione di Archivio di Stato di Potenza a seguito della legge 22 dicembre 1939, n. 2006 e ha assunto l'attuale denominazione con il d.p.r. 30 settembre 1963, n. 1409.
Dal 1939 l'Archivio ha avuto sede in un edificio costruito appositamente, ovvero l'ex palazzo della Biblioteca Provinciale di Potenza, che costituisce uno dei più pregevoli esempi dell'architettura del Novecento a Potenza ma è stato gravemente danneggiato dai terremoti del 23 novembre 1980 e del 5 maggio 1990, tanto da dover essere abbandonato. Dal 1995 l'Archivio di Stato di Potenza ha trovato una sede provvisoria altrove e sono adesso in atto i lavori di recupero dell'immobile terremotato.

## Patrimonio
Il patrimonio archivistico, che si è arricchito nel corso degli anni, costituisce una fonte di primaria importanza per la storia del territorio provinciale. In particolare si segnalano le pergamene depositate dalle chiese parrocchiali, fra le quali la più antica è datata al 990. Accanto a queste vi sono le carte residue delle antiche magistrature (Regia udienza, corti baronali), gli archivi di Tribunale civile, Gran corte criminale, Gran corte speciale per la parte giudiziaria; Intendenza di Basilicata, Consiglio d’Intendenza, Consiglio generale degli Ospizi, uffici finanziari e altri uffici amministrativi.
Negli anni del secondo dopoguerra pervennero all’Istituto i primi versamenti degli archivi notarili, dei tre tribunali della provincia, della Prefettura di Potenza e delle sottoprefetture della sua provincia, l’archivio di Melfi dei principi Doria Pamphili e i registri del catasto provvisorio.
Successivamente a questa fase il patrimonio documentario si è incrementato con l’acquisizione di altre carte della Prefettura, degli archivi notarili distrettuali, di alcuni enti pubblici soppressi con i d.p.r. 606 e 607 del 1973, delle liste di leva e dei ruoli matricolari militari, della Questura di Potenza, degli uffici distrettuali delle imposte dirette di Lagonegro e Lauria, del Provveditorato alle opere pubbliche di Basilicata, del Tribunale e della Procura di Melfi, di carte contabili recenti dell’azienda Doria Pamphili, degli archivi privati della famiglia Mandarini, di Tommaso Pedio, Cascini e Cutinelli Rendina..
Attualmente il materiale archivistico conservato ammonta a più di 100.000 pezzi tra buste, volumi e registri, tra i quali 1065 pergamene, circa 3.000 tra mappe e disegni, 107 sigilli e 123 incisioni, oltre a 20.000 tra libri e periodici, per un totale di circa 10 km lineari di scaffalatura metallica..